# Odontofroggatia gajimaru
Odontofroggatia gajimaru är en stekelart som beskrevs av Ishii 1934. Odontofroggatia gajimaru ingår i släktet Odontofroggatia och familjen fikonsteklar.
Artens utbredningsområde är Taiwan. Inga underarter finns listade i Catalogue of Life.